# Chicxulub Puerto
Chicxulub Puerto (del maya: Chic Xulub (pronunciar la “x” como “sh”) ‘Lugar del cuerno prendido’) es una localidad mexicana del estado de Yucatán, en el litoral del golfo de México, comisaría del municipio de Progreso. Se encuentra a 8 km al oriente del puerto de Progreso de Castro, a 40 km al norte-nororiente, de la ciudad de Mérida, Yucatán, y a 20 km al norte de otra localidad homónima, la cabecera del municipio denominado Chicxulub Pueblo.
Por lo anterior suele confundirse el pequeño puerto de Chicxulub, con la localidad interior de Chicxulub Pueblo y con el municipio del mismo nombre. Son tres denominaciones homónimas pero distinguibles entre sí.
Se dice que en 1531 fondeó allí sus naves Francisco de Montejo, también conocido por Montejo el Adelantado; sin embargo, no hay referencias confiables que ratifiquen este decir.
Junto con el cercano puerto de Chuburná, Chicxulub Puerto fue declarado vigía de Yucatán en 1663 por el gobierno de Juan Francisco Esquivel y de la Rosa para la defensa de la costa contra la incursión de los piratas.

## Toponimia

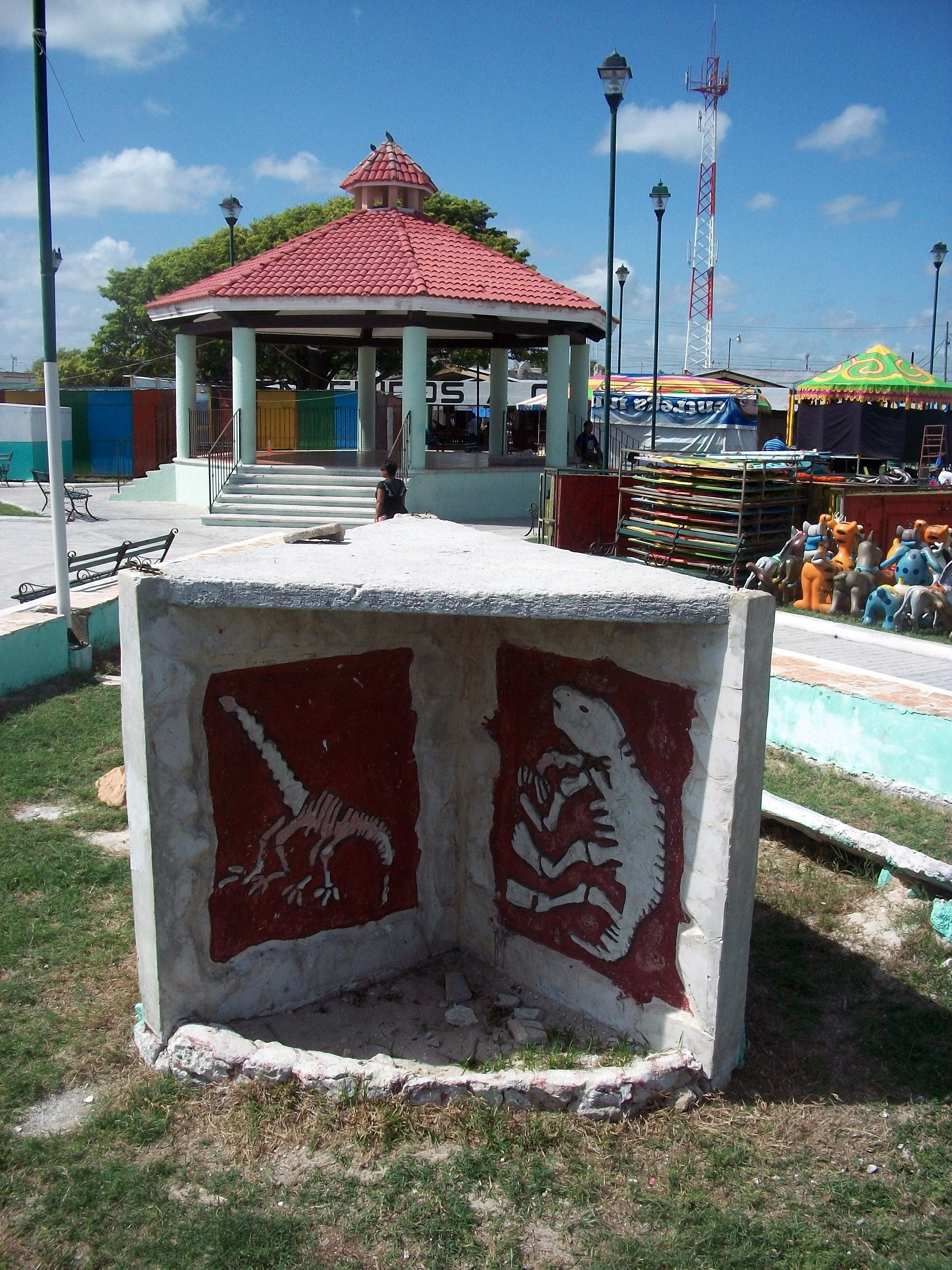
Estela que señala el centro del cráter de Chicxulub, donde se conjetura que golpeó el meteorito que causó la extinción de los dinosaurios.

Chicxulub significa literalmente en lengua maya, pulga del diablo. Se deriva de las voces ch'ik, que quiere decir pulga, y xulub, diablo o demonio.

## Cráter de Chicxulub
El puerto de Chicxulub es famoso por ser el epicentro del cráter que tomó su nombre, provocado por el impacto de un meteorito que colisionó con la Tierra hace aproximadamente 66 millones de años. El cráter que data del cretácico tardío es de unos 180 km de diámetro. El tamaño del asteroide que cayó se estima de unos 10 km de diámetro, y posiblemente fue una fracción de otro mayor denominado Baptistina. Este evento cataclísmico liberó una energía estimada de 4.3×10²³ julios de energía (equivalente a 191 793 gigatones de TNT) al momento del impacto como resultado de lo cual se produjo la extinción masiva de los dinosaurios. 
Hay sin embargo opiniones encontradas, sobre todo con relación a la fecha del acontecimiento: según los resultados de un estudio reciente realizado por un equipo internacional de investigadores liderados por Gerta Keller (Universidad de Princeton, EE. UU.) y Thierry Adatte (Universidad de Neuchâtel, Suiza) el cráter es 300 000 años más antiguo que la lámina del límite Cretácico/Terciario o límite K/T. 
Por el contrario, otros estudios también recientes, llevados a cabo por el equipo de Jan Smit (Universidad Libre de Ámsterdam) o por el equipo de micropaleontología de la Universidad de Zaragoza (España), sostienen que el impacto meteorítico tuvo lugar coincidiendo con el límite K/T.

## Galería

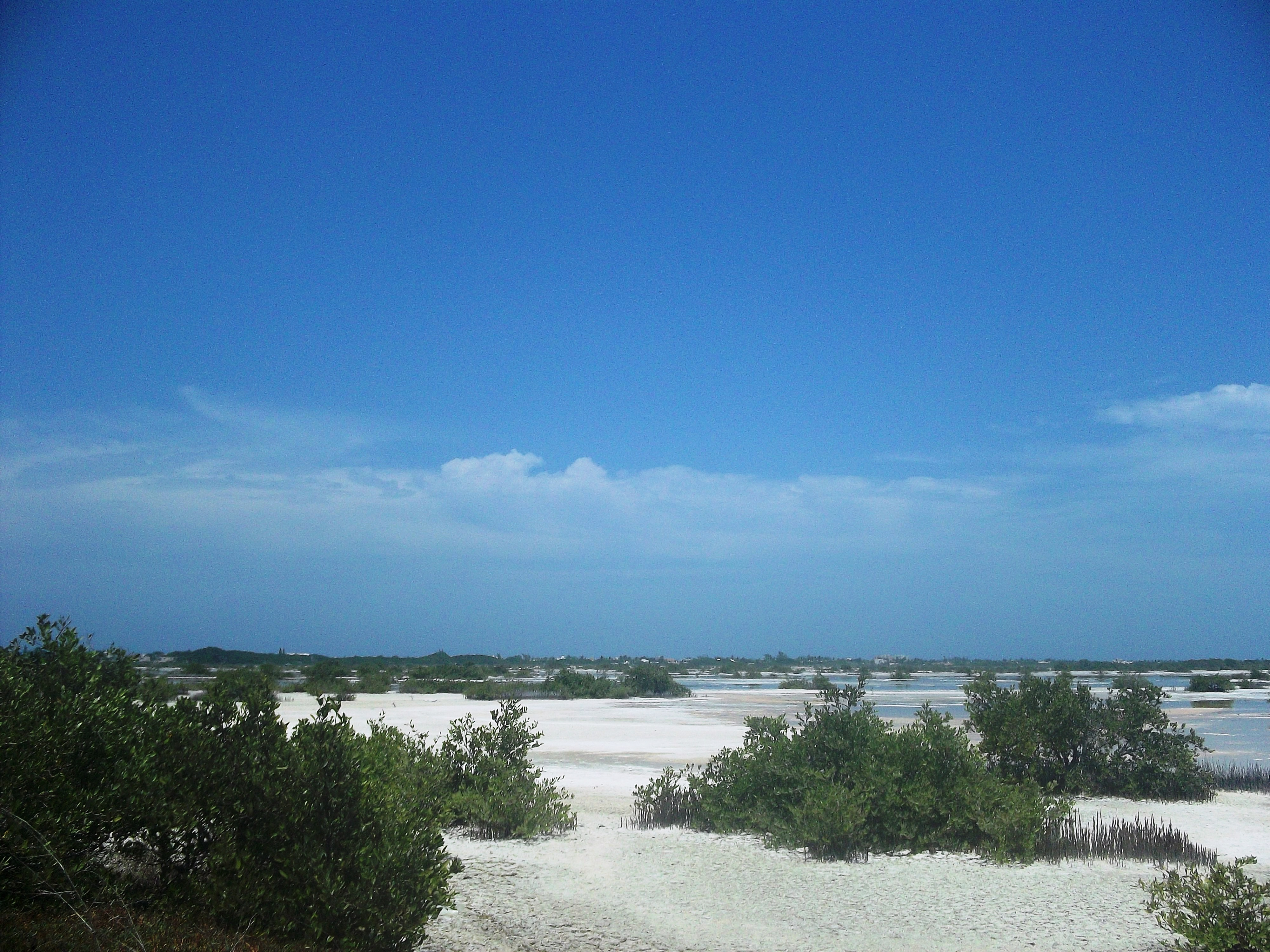
Manglares de Chicxulub Puerto.
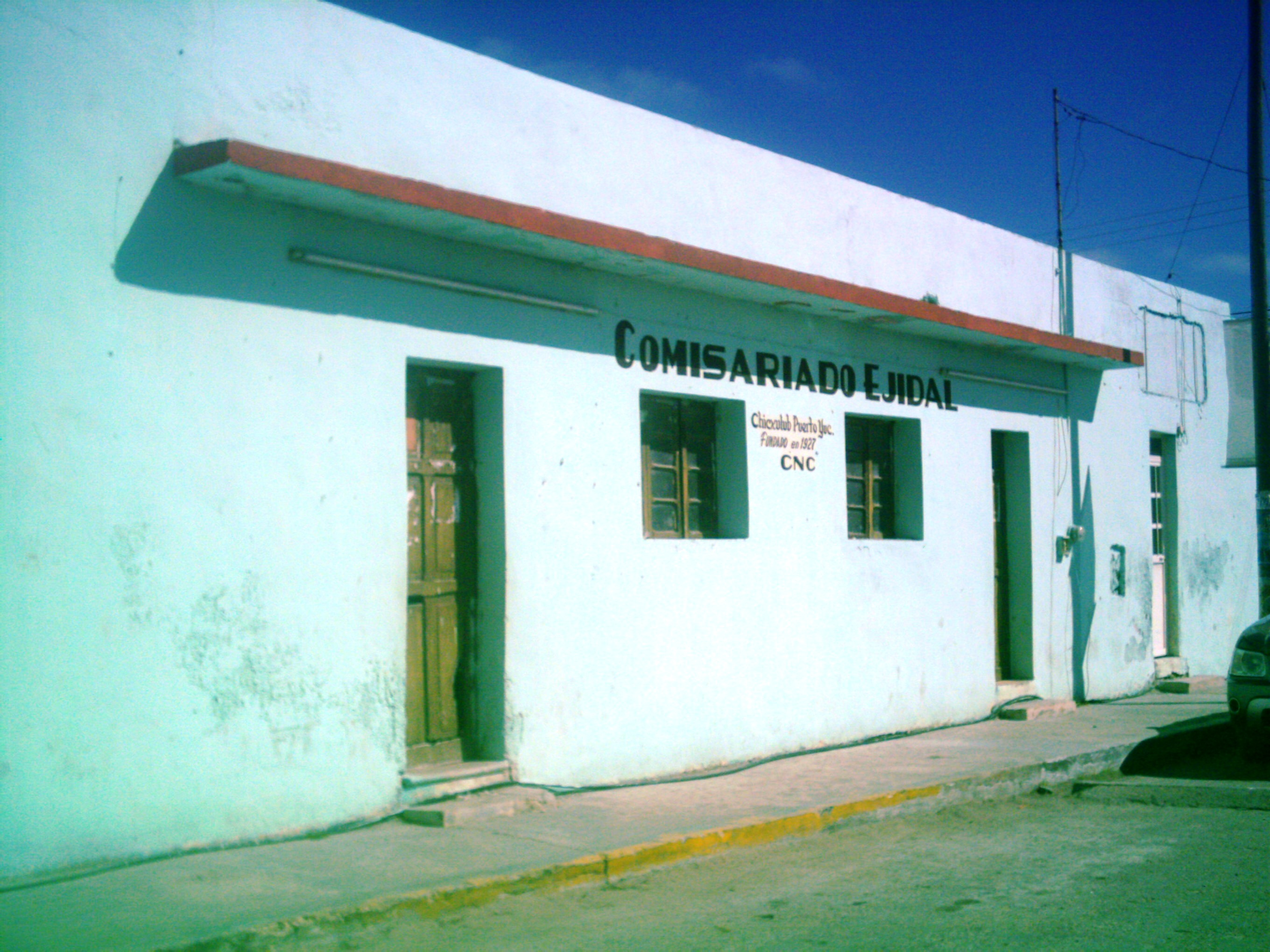
Casa ejidal de Chicxulub Puerto.
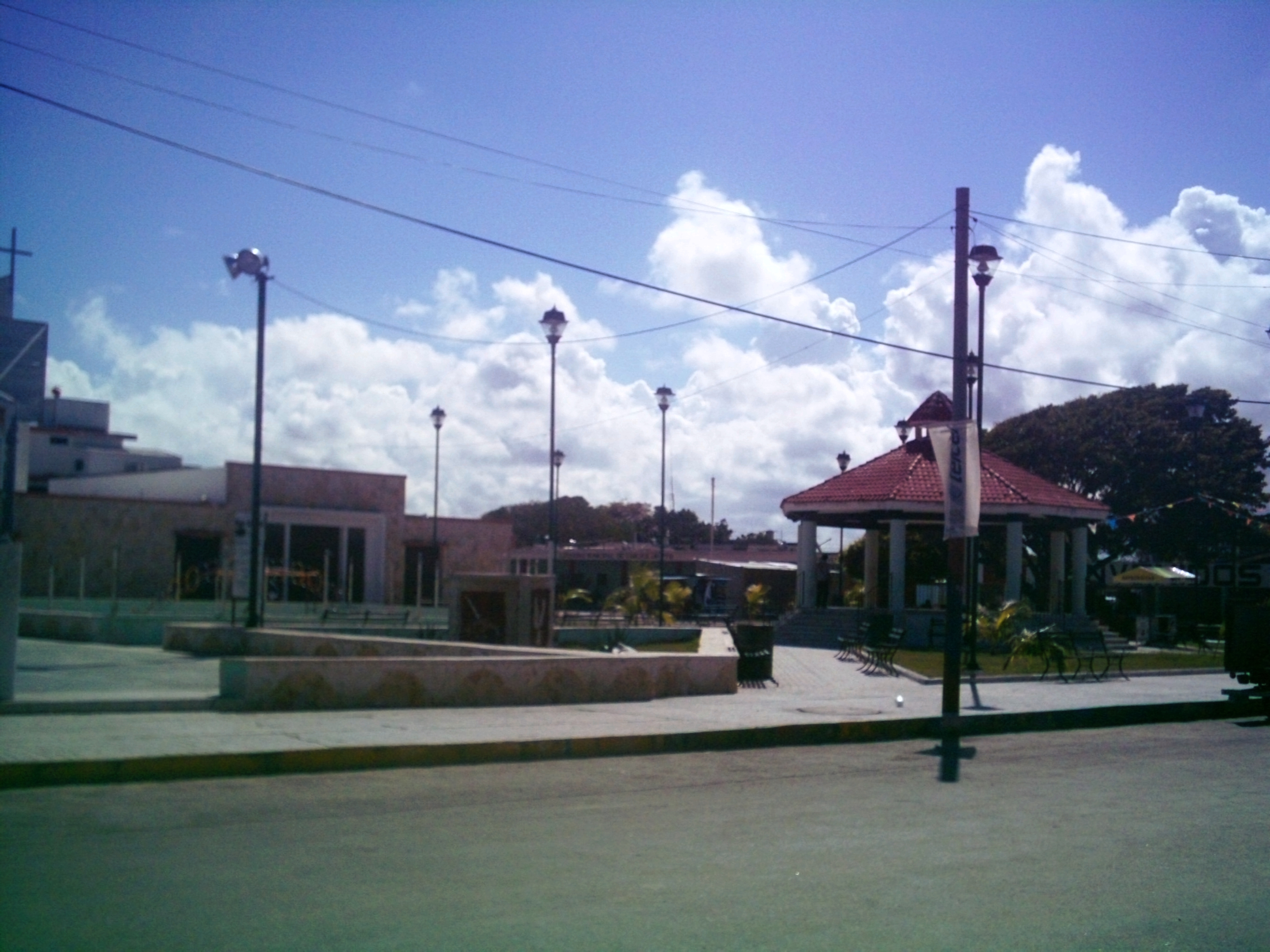
Parque principal de Chicxulub Puerto.
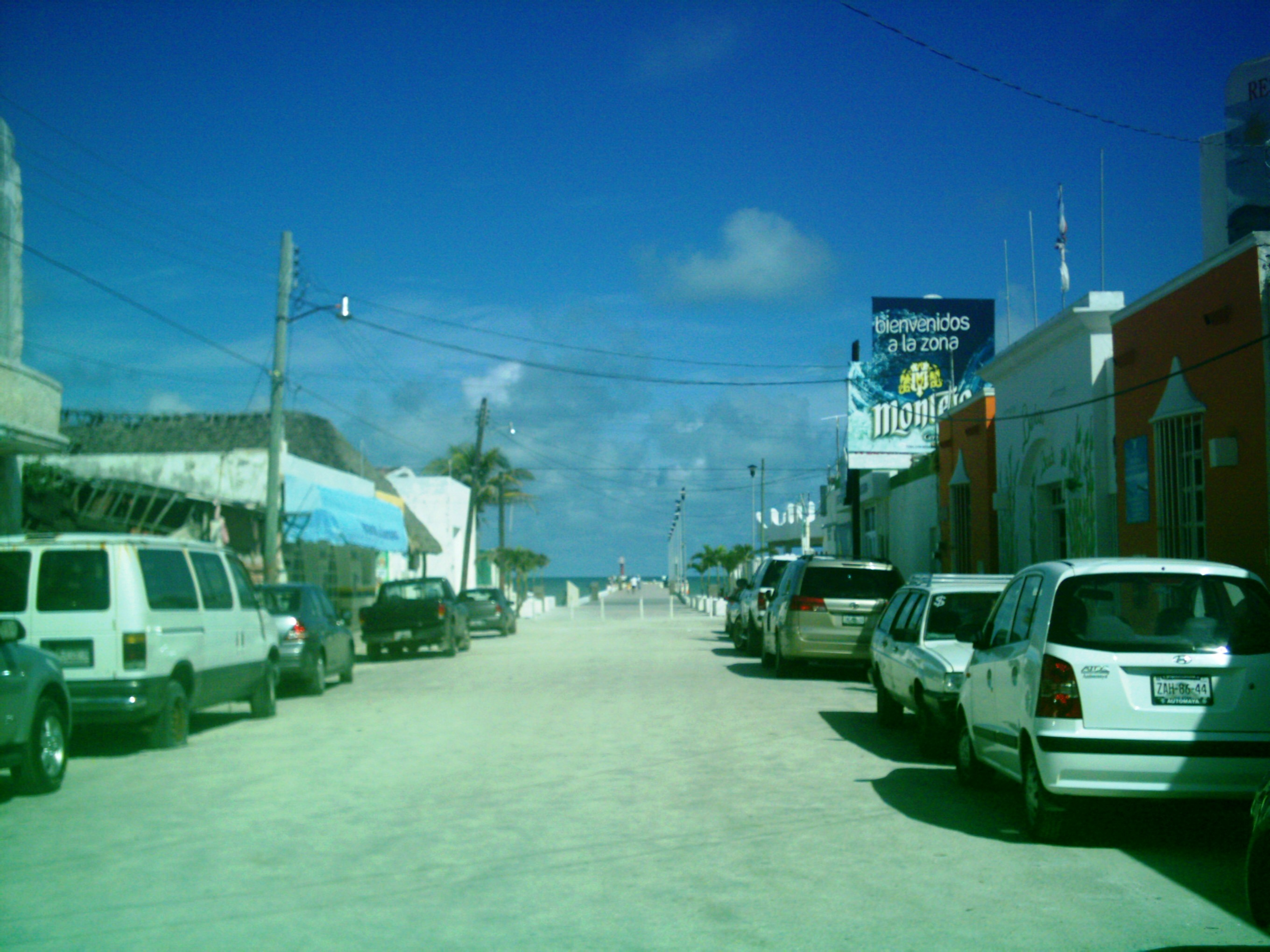
Muelle de Chicxulub Puerto.
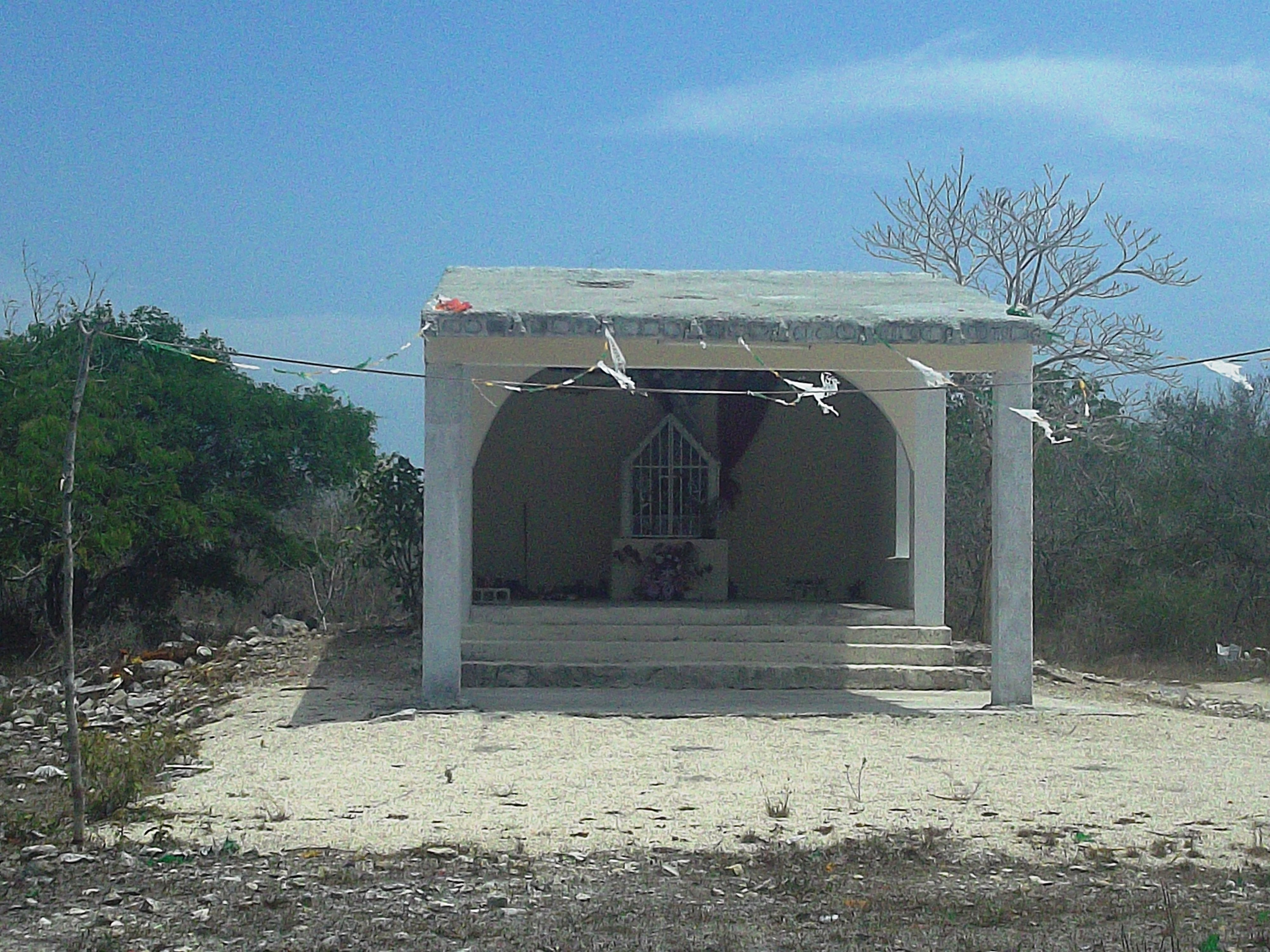
Capilla cercana a Chicxulub Puerto.
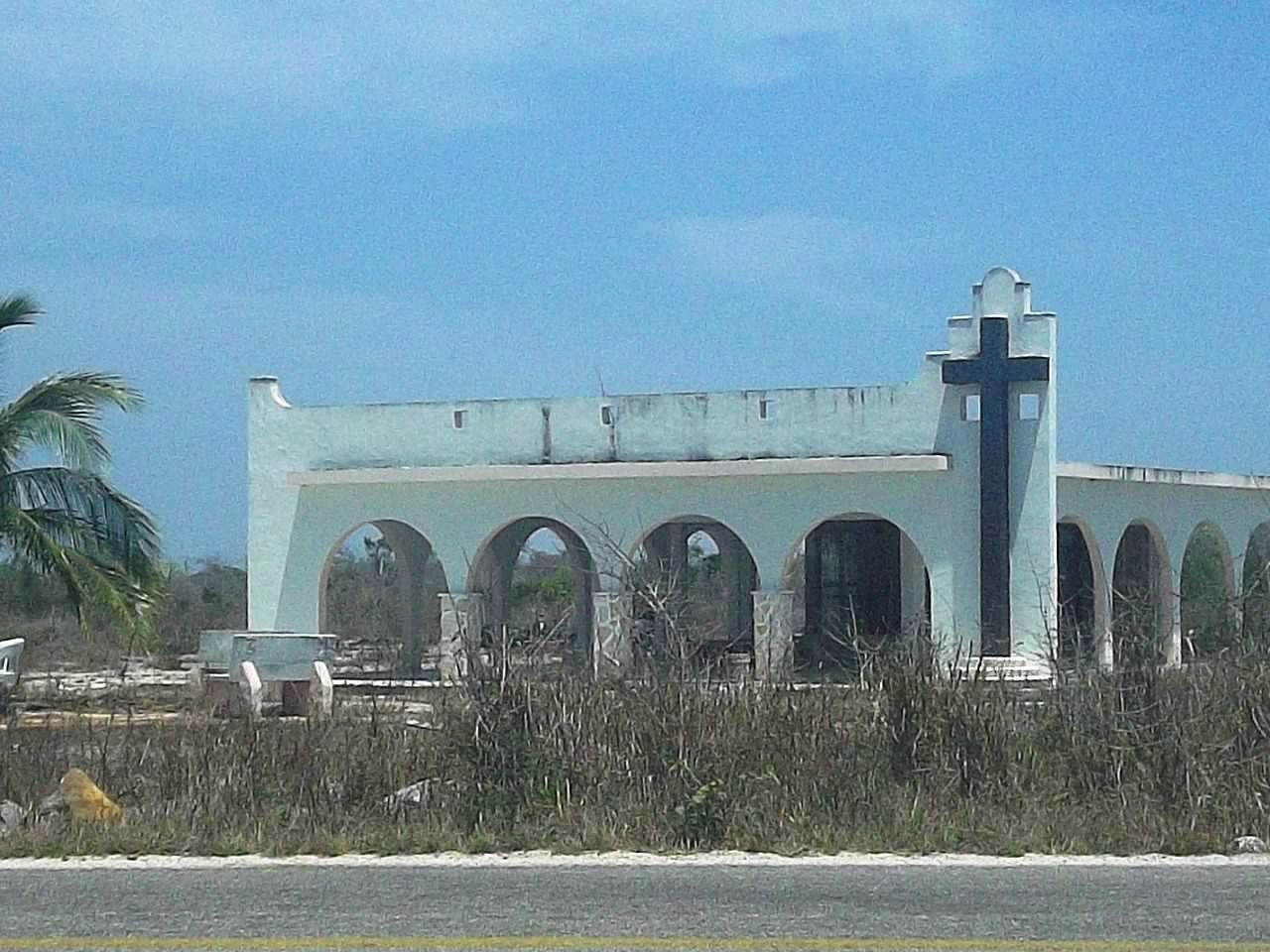
Capilla cercana a Chicxulub Puerto.
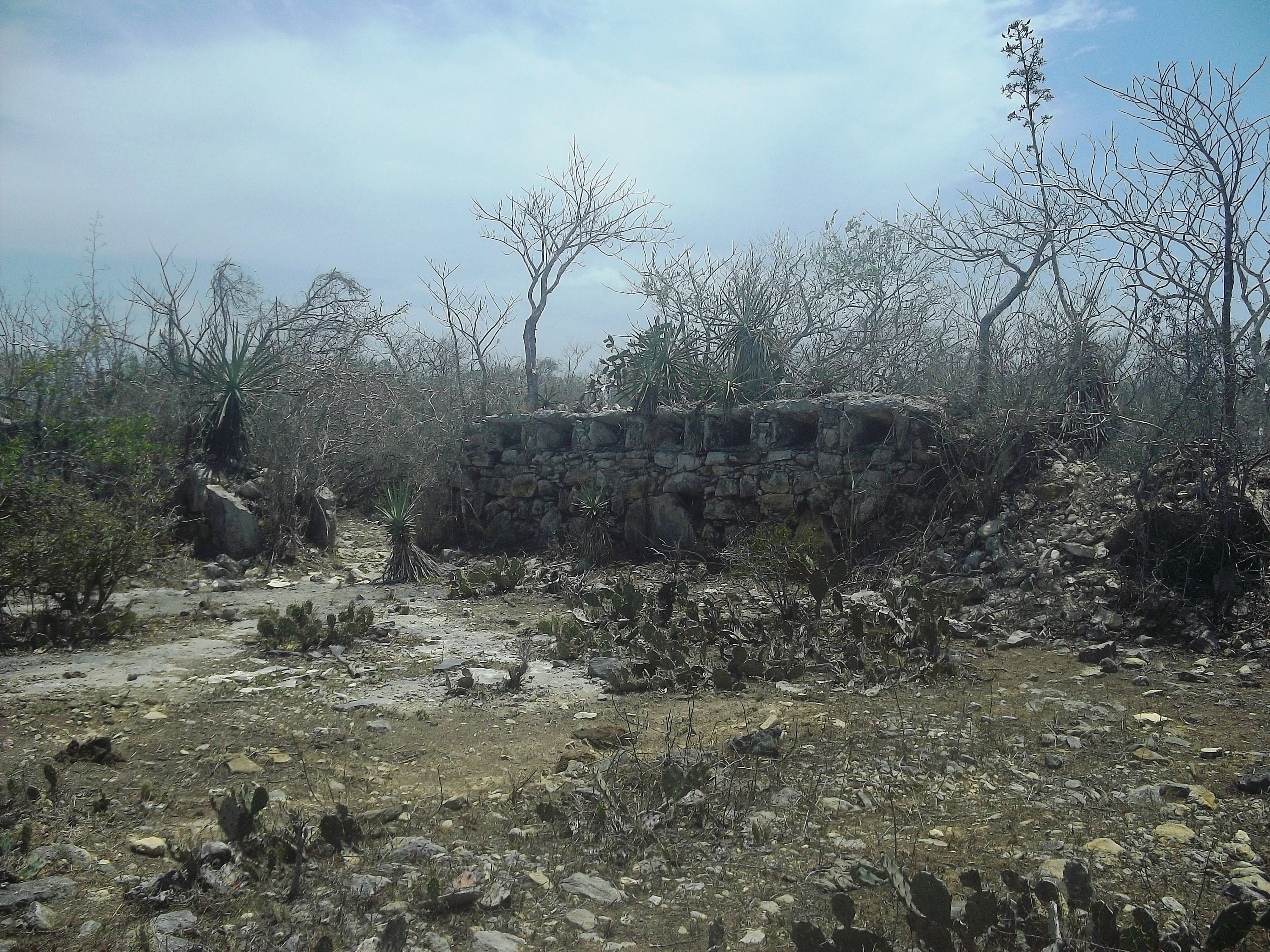
Trincheras coloniales cercanas a Chicxulub Puerto.
- Trincheras coloniales cercanas a Chicxulub Puerto.